# Pierre Wiehn
Pour les articles homonymes, voir Wiehn.
Pierre Wiehn, né en avril 1934 à Saintes, en Charente-Maritime, est un journaliste et dirigeant de radio et de télévision français.

## Biographie
Pierre Wiehn a fait des études de droit puis à l'École supérieure de journalisme de Paris en 1960. Il est également diplômé de l'École pratique des hautes études en sciences sociales.
Il a fait la première partie de sa carrière comme journaliste à la RTF, d'abord en Algérie aux services d'information radio-télévisée de Constantine, d'Oran puis d'Alger (1959-1962). Revenu en France il travaille d'abord à Radio Monte-Carlo (1962-1963) avant de revenir à la RTF, qui devient ORTF. Il est conseiller du directeur des programmes radio puis producteur ou présentateur d'émissions à France Inter et à la télévision (1963-1970), puis conseiller du directeur de la 1re chaîne de télévision (1971-1972). Il est ensuite responsable de la régie de radiodiffusion France Inter (1972-1974) puis nommé directeur de France Inter (1975-1981).
Parallèlement il est chargé de cours à l'Université Paris-Sorbonne de 1973 à 1982.
De 1981 à 1985, il est directeur chargé de la création et de la programmation d'Antenne 2. Il siège à la commission de programmes de l'UER (1982-1986) et préside la Communauté des télévisions francophones (1984-1985).
Après un passage par le privé, il devient membre de la Commission des comptes des services au ministère de l’économie et des finances (1996-1999) avant d'être nommé par le président de l’Assemblée nationale, Philippe Séguin, membre du Conseil supérieur de l'audiovisuel où il siège de 1997 à 2003.

## Ouvrages
- Adieu les anges, Calmann-Lévy, 2004  (ISBN 2-7021-3497-1)[5]

## Prix et distinctions
- Prix des auteurs 2016 de la SCAM[6]